# Œuf d'autruche
Pour les articles homonymes, voir Les Œufs de l'autruche et Les Œufs de l'autruche (film).
Un œuf d'autruche est un œuf d'oiseau pondu par l'Autruche d'Afrique (Struthio camelus). Ayant un poids moyen compris entre 1,2 et 1,8 kg, il est le plus gros œuf du règne animal, bien que dépassé par des espèces récemment éteintes comme les æpyornis ou les moas. D'une taille moyenne de 18 cm de hauteur sur 14 cm de largeur, il équivaut à environ 25 œufs de poule. Dans le cadre des élevages d'autruches, il est un des produits issus de cet oiseau avec la viande, le cuir et les plumes notamment,.

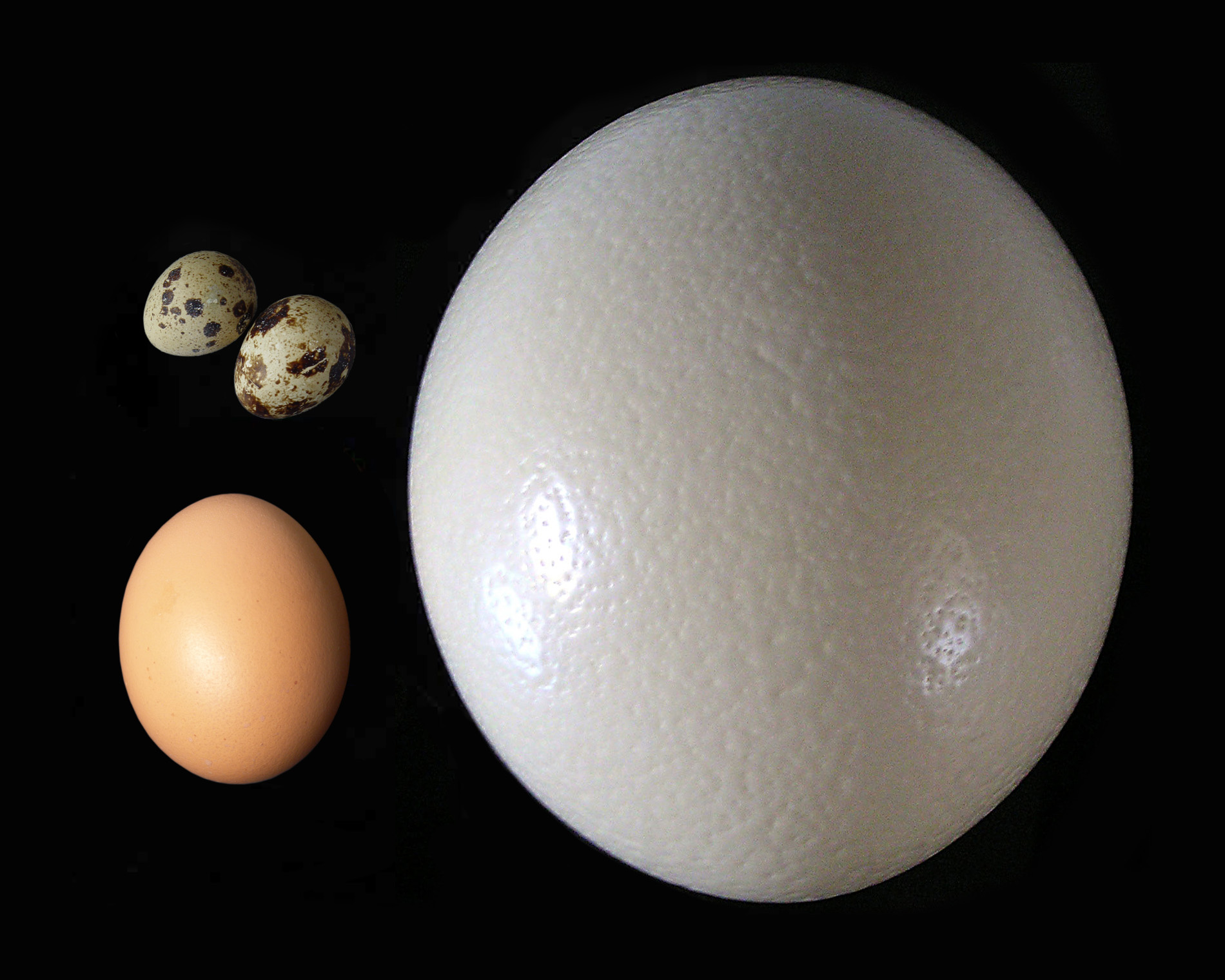
Comparaison entre un œuf d'autruche, un de poule et deux de cailles.
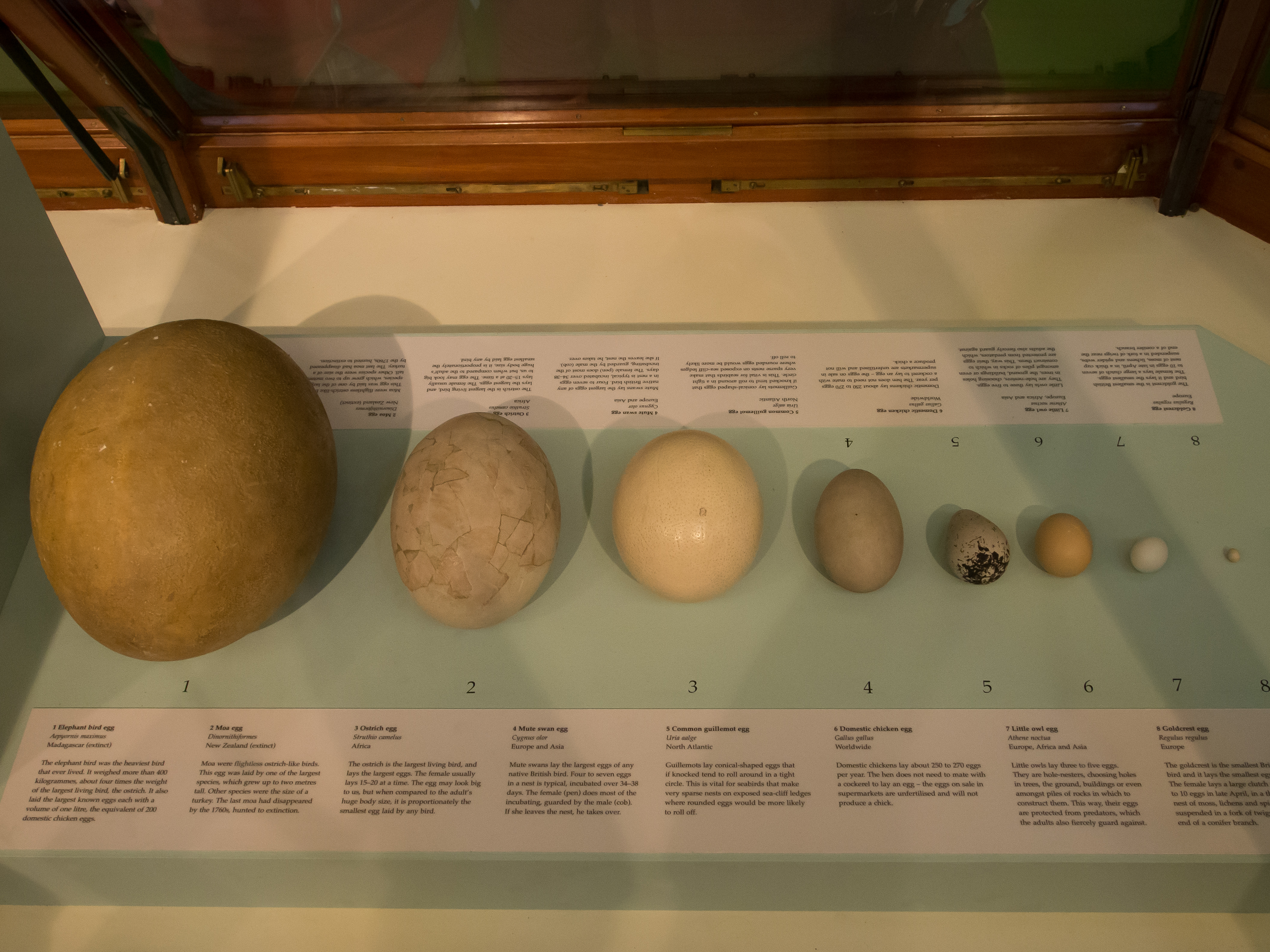
Comparaison entre un œuf d'Aepyornis maximus, de Dinornis sp., d'Autruche d'Afrique, de Cygne tuberculé, de Guillemot de Troïl, de Poule domestique, de Chevêche d'Athéna et de Roitelet huppé au musée d'histoire naturelle de Londres.
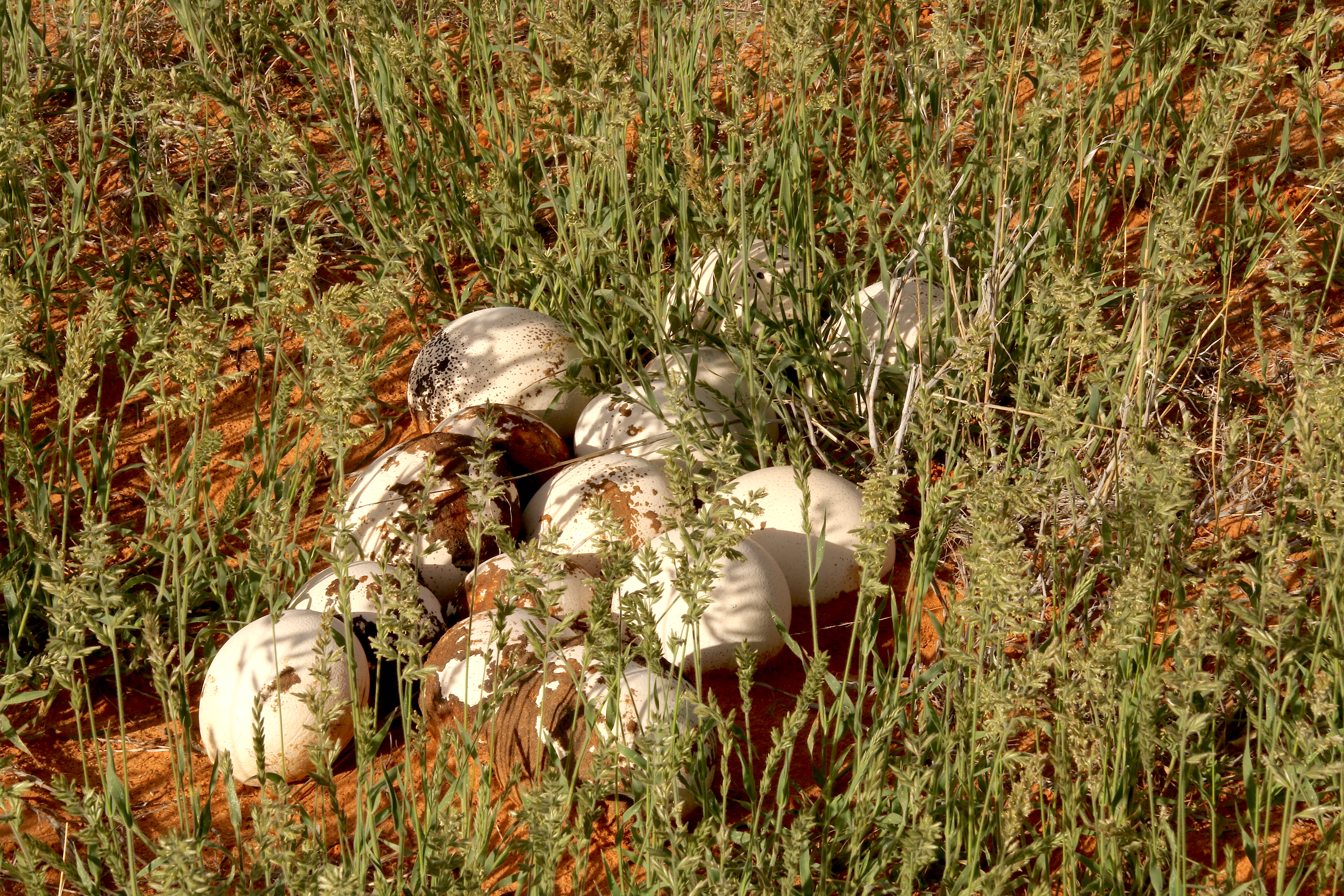
Une couvée abandonnée dans leur nid au Kalahari.
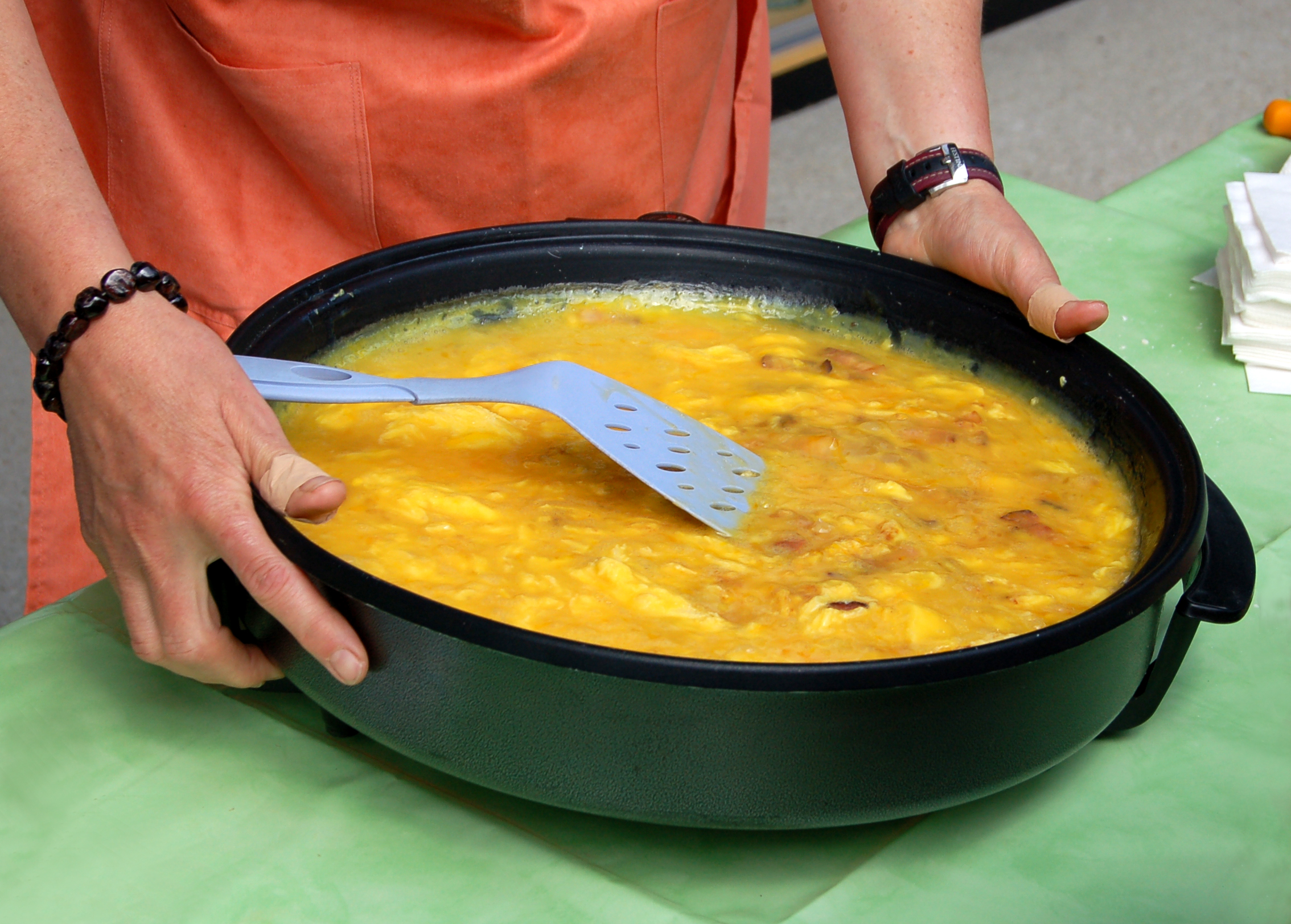
Un œuf entier d'autruche brouillé.

## Dans la culture
Le site archéologique de Diepkloof est un abri sous roche d'Afrique du Sud connu pour ses récipients en coquilles d'œufs d'autruches gravées lors du Middle Stone Age.